# Sullivan (Indiana)
Sullivan è una città degli Stati Uniti d'America, situata nello Stato dell'Indiana e in particolare nella contea di Sullivan, della quale è il capoluogo.